# 헤노헤노모헤지

헤노헤노모헤지

헤노헤노모헤지(일본어: へのへのもへじ)는 일본의 언어 유희의 일종이다. 모두 일본어 히라가나 문자로, 이 문자들을 적절히 배치하면 사람 얼굴같은 모양을 만들 수 있다.

## 같이 보기
- 아스키 아트
- 이모티콘
- 스마일리

## 참고 자료
- (일본어) 『へのへのもへじ』  - 고트뱅크